# Узвишшя Матієвича
Пагорб Матієвича (англ. Matijevic Hill) — марсіанський пагорб, що знаходиться на західному краї кратера Індевор. Приблизні координати — 2°13′45″ пд. ш. 354°38′58″ сх. д. / 2.22923° пд. ш. 354.64932° сх. д.. Виявлений марсоходом «Оппортьюніті».. Названий в пам'ять Джейка Матієвича (1947–2012) — інженера, що працював над марсоходами НАСА.